# Rudolf Wittkopf
Rudolf Wittkopf (* 5. August 1933 in Hamburg; † 22. September 1997 in Straelen) war ein deutscher Schriftsteller und Übersetzer.

## Leben
Rudolf Wittkopf absolvierte nach dem Abitur eine Schauspielausbildung. 1952 hielt er sich in Paris auf, wo er u. a. die Bekanntschaft von René Char und Paul Celan machte. Von 1952 bis 1955 war er Leiter des von ihm gegründeten Profile-Verlags in Wiesbaden-Schierstein, in dem die Literaturzeitschrift Profile. Schriftenreihe für Poesie, Malerei und Musik erschien. Von 1958 bis 1960 war Wittkopf Mitarbeiter im Wiesbadener Limes-Verlag und anschließend Lektor im Düsseldorfer Karl Rauch Verlag. 1961 übersiedelte er mit seiner Frau nach Spanien, wo er an verschiedenen Orten, u. a. in Barcelona und in Fornells auf Menorca ansässig war und als freier Übersetzer wirkte. 1984 kehrte er nach Deutschland zurück und lebte dann in Straelen am Niederrhein, dem Ort, wo sich seit kurzem ein Europäisches Übersetzer-Kollegium befand.
Rudolf Wittkopf übersetzte anfangs literarische Texte aus dem Englischen und Französischen, später hauptsächlich aus dem Spanischen. Er war der deutsche Hauptübersetzer der lateinamerikanischen Autoren Julio Cortázar und Octavio Paz. Daneben veröffentlichte er auch eigene Gedichte. Diese erschienen etwa 1968 im von Johannes Hübner, Lothar Klünner und Joachim Uhlmann herausgegebenen Jahrbuch Speichen, welches in Berlin erschien und einen „surrealistischen“ Schwerpunkt hatte.
Für seine übersetzerischen Leistungen erhielt Rudolf Wittkopf 1984 den Übersetzerpreis des spanischen Kultusministeriums, 1987 den Johann-Heinrich-Voß-Preis für Übersetzung der Deutschen Akademie für Sprache und Dichtung in Darmstadt sowie 1999 posthum den Übersetzerpreis für Literatur der Spanischen Botschaft in Deutschland.

## Werke
- In Erwartung des Brandstifters, Offenbach/H. 1962
- Verheißung, Offenbach/M. 1972
- Einzelgänger, Frankfurt (M) [u. a.] 1981
- Hirte der Steine, Berlin 2002

## Herausgeberschaft
- Kaleidoskop, Frankfurt Main 1993

## Übersetzungen
- Guillaume Apollinaire: Die elftausend Ruten, München 1970 (übersetzt zusammen mit Lothar Klünner)
- Louis Aragon: Pariser Landleben, München 1969
- Roger Bordier: Felder und Träume, Hamburg 1964
- Louis Calaferte: No man's land, Frankfurt a. M. 1966
- Julio Cortázar: Alle lieben Glenda, Frankfurt am Main 1989
- Julio Cortázar: Bestiarium, Frankfurt am Main 1979
- Julio Cortázar: Die geheimen Waffen, Frankfurt am Main 1981
- Julio Cortázar: Geschichten, die ich mir erzähle, Frankfurt am Main 1985
- Julio Cortázar: Ein gewisser Lukas, Frankfurt am Main 1987
- Julio Cortázar: Letzte Runde, Frankfurt am Main 1984
- Julio Cortázar: Das Observatorium, Frankfurt am Main 1989
- Julio Cortázar: Oktaeder, Frankfurt am Main 1986
- Julio Cortázar: Passatwinde, Frankfurt am Main 1987
- Julio Cortázar: Reise um den Tag in 80 Welten, Frankfurt am Main 1980
- Julio Cortázar: Unzeiten, Frankfurt 1990
- Julio Cortázar: Der Verfolger, Frankfurt 1978 (übersetzt zusammen mit Fritz Rudolf Fries und Wolfgang Promies)
- Julio Cortázar: 62, Modellbaukasten, Frankfurt 1993
- Robert Desnos: Die Abenteuer des Freibeuters Sanglot, München 1973
- Robert Desnos: Die Freiheit oder die Liebe. Tiamat, Berlin 2018 (posthum) Ausführl. Nachwort Klaus Bittermann[3]
- Federico García Lorca: Ausgewählte Theaterstücke, Frankfurt 1991 (übersetzt zusammen mit Enrique Beck)
- Federico García Lorca: Bluthochzeit, Frankfurt am Main 1999
- Federico García Lorca: Diwan des Tamarit. Sonette der dunklen Liebe, Frankfurt am Main 1986 (übersetzt zusammen mit Lothar Klünner)
- Federico García Lorca: Komödie ohne Titel, Frankfurt am Main 1985
- Federico García Lorca: Das Publikum. Komödie ohne Titel, Frankfurt/Main 1986
- Allen Ginsberg: Das Geheul und andere Gedichte, Wiesbaden 1959 (übersetzt zusammen mit Wolfgang Fleischmann)
- Ramón Gómez de la Serna: Greguerías, Straelen 1986
- José Gorostiza: Endloser Tod, Aachen 1995 (übersetzt zusammen mit Lothar Klünner)
- Thomas Ernst Hulme: Bemerkungen über Sprache und Stil, Berlin 1962 (übersetzt zusammen mit David John Marshall)
- Pierre-François Lacenaire: Memoiren eines Spitzbuben, Berlin 1982
- Michel Leiris: Aurora, München 1979
- André Masson: Eine Kunst des Wesentlichen, Wiesbaden 1961 (übersetzt zusammen mit Flora Klee und Philipp Klee)
- Jean-Jacques Mayoux: Joyce, Frankfurt a. M. 1967
- Juan Carlos Onetti: Wenn es nicht mehr wichtig ist, Frankfurt am Main 1996
- Octavio Paz: Adler oder Sonne?, Frankfurt am Main 1991
- Octavio Paz: Die andere Stimme, Frankfurt am Main 1994
- Octavio Paz: Die andere Zeit der Dichtung, Frankfurt am Main 1989
- Octavio Paz: Der Bogen und die Leier, Suhrkamp Verlag, Frankfurt am Main 1983, ISBN 3-518-04523-7.
- Octavio Paz: Die doppelte Flamme, Frankfurt am Main 1995
- Octavio Paz: Essays. 2 Bde. Frankfurt 1979
- Octavio Paz: Das fünfarmige Delta, Frankfurt am Main 2000 (übersetzt zusammen mit Fritz Vogelgsang)
- Octavio Paz: Im Lichte Indiens, Frankfurt am Main 1997
- Octavio Paz: In mir der Baum, Frankfurt am Main 1990
- Octavio Paz: Itinerarium, Frankfurt am Main 1996
- Octavio Paz: Der menschenfreundliche Menschenfresser, Frankfurt am Main 1981 (übersetzt zusammen mit Carl Heupel)
- Octavio Paz: Nackte Erscheinung, Berlin 1987
- Octavio Paz: Der sprachgelehrte Affe, Frankfurt am Main 1982 (übersetzt zusammen mit Anselm Maler und Maria Antonia Alonso-Maler)
- Octavio Paz: Verbindungen – Trennungen, Frankfurt am Main 1984 (übersetzt zusammen mit Elke Wehr)
- Octavio Paz: Vrindavan und andere Gedichte aus dem Osten, Frankfurt am Main 1994 (übersetzt zusammen mit Fritz Vogelgsang)
- Octavio Paz: Zwiesprache, Frankfurt am Main 1984 (übersetzt zusammen mit Elke Wehr)
- Pedro Salinas: Gedichte, Frankfurt 1990
- Danielle Sarréra: Arsenikblüten, München 1978
- Anne Louise Germaine de Staël-Holstein: Kein Herz, das mehr geliebt hat. Frankfurt 1971